# Eaux du Nord
 (décembre 2011).
Eaux du Nord est une société du groupe Lyonnaise des Eaux œuvrant dans les domaines de la production d'eau, la distribution d'eau ainsi que l'assainissement et les services liés à l’eau depuis 1912. Au 1er janvier 2016 la Métropole Européenne de Lille choisi Sourcéo comme producteur d'eau potable et Iléo comme nouvel opérateur d'eau.

## Historique

### Une entreprise qui s’est développée avec la métropole
Eaux du Nord a été créée le 25 avril 1912 sous le nom de « Société des Eaux du Nord ».
En 1913 Le préfet du Nord attribue à la Société des Eaux du Nord la concession de la distribution publique d'eau potable dans 13 communes de la banlieue lilloise. 
En 1920 La Société des Eaux du Nord distribue l'eau dans 42 communes et fournit un appoint à Lille, Armentières et La Madeleine. Elle compte environ 30 000 abonnés puis en 1950, 20 communes viennent s’ajouter aux précédentes augmentant le nombre d’abonnés à 40 600.
C’est en 1962 que les activités d'assainissement débutent. 
En 1968, à la création de la Communauté Urbaine de Lille, un contrat entérinant la gestion du service des eaux et des réseaux d'assainissement des communes de la CUDL, déjà desservies en eau et assainissement par la Société des Eaux du Nord est signé. 
En avril 1970, le laboratoire d'analyses et de contrôle des eaux de la SEN est créé. Pour la première fois en France, en 1974, Eaux du Nord développe le principe de l’Inspection Télévisée dans les métiers de l’assainissement.
En 1986, un nouveau contrat entre la Société des Eaux du Nord et la Communauté Urbaine de Lille est signé. La SEN assure la distribution d'eau en délégation auprès de 62 communes de la CUDL, cette dernière reprenant l'activité "assainissement" déléguée à la SEN à l'intérieur du périmètre communautaire.
La signature de l'Agenda 21 de la Ville de Lille par la Société des Eaux du Nord se fait en 2000. C’est également cette année que la Convention Départementale "Solidarité Eau" est signée avec la préfecture du Nord et que le Centre de Relation Clientèle Eaux du Nord est créé.
En 2006 l’usine de traitement d’eau potable de l’Arbrisseau est mise en service. Elle traite le nickel naturellement présent dans l’eau (par décarbonatation), les nitrates et les pesticides (concession LMCU).
En 2007, c’est l’usine de traitement d’eau potable des Ansereuilles qui est mise en service.
En 2009, deux collaborateurs des Eaux du Nord développent Blindéo, coussins pneumatiques en protection de fouilles. Blindéo remporte le Grand Prix Transversalité des Trophées Initiatives et Innovation de GDF SUEZ.
Toujours en 2009 Eaux du Nord lance Aquanatura, solution en Assainissement Non Collectif pour les particuliers et développe Aquaflots, pompe aspirante d'algues vertes en partenariat avec l’Espace Naturel Lille Métropole. Eaux du Nord signe la 10e convention solidarité Eau avec la ville de Tourcoing (plus de 30 % des habitants de la métropole lilloise sont couverts par ce dispositif). 
En 2010, Eaux du Nord et ses salariés reçoivent le Trophée de l’Entreprise Responsable et le Prix de l’Entreprise engagée dans la cité décernés par le réseau Alliances RSE.

## Activités

### Production
En 2009, 26,3 millions de m3 d’eau ont été produits dans les 9 usines gérées par Eaux du Nord qui alimentent les communes de Lille métropole et ses environs.
Les trois usines les plus importantes du dispositif de production intègrent le procédé de décarbonatation catalytique qui permet d'éliminer la présence du nickel dans l'eau du robinet et de la rendre plus douce en réduisant le calcaire.
En 2009, 100 % des analyses de qualité bactériologique réalisées par les autorités sanitaires pour des eaux distribuées par Eaux du Nord étaient conformes et plus de 99,5 % des analyses de qualité physico-chimique réalisées sur les eaux distribués par Eaux du Nord étaient également conformes.
Depuis 15 ans, le laboratoire Eaux du Nord est accrédité COFRAC pour ses activités d’analyses bactériologiques et physico chimiques.
Eaux du Nord est parmi les premiers opérateurs d’eau potable en France à certifier la production d’eau potable et sa distribution « ISO 22000 ». La démarche ISO 22000 est une certification habituellement appliquée en industrie agroalimentaire. C'est une garantie supplémentaire pour la qualité sanitaire de l'eau à la sortie d'usine. Elle consiste à garantir le process de potabilisation de l’eau tout au long de la chaîne de production et de distribution. Lille Métropole est la première grande collectivité à disposer d’un réseau de plus de 4 000 km de canalisations certifié ISO 22000.

### Distribution
Eaux du Nord dispose d’un observatoire réseau notamment pour la détection de fuites. Grâce à ce suivi, le nombre de fuites a diminué de 53 % depuis 1997. C’est l’ensemble du service au consommateur qui s’en voit amélioré avec la garantie de continuité du service.

### Délégataire
Les communes concernées par le changement de délégataire eau potable
ANSTAING,
ARMENTIERES,
BEAUCAMPS-LIGNY,
BONDUES,
BOUSBECQUE,
CAPINGHEM,
COMINES,
CROIX,
DON,
ENGLOS,
ENNETIERES-EN-WEPPES,
ERQUINGHEM-LE-SEC,
FACHES-THUMESNIL,
FOREST-SUR-MARQUE,
FOURNES-EN-WEPPES,
FRETIN,
GRUSON,
HALLENNES-LES-HAUBOURDIN,
HALLUIN,
HAUBOURDIN,
HEM,
HOUPLINES,
LA BASSEE,
LA CHAPELLE D’ARMENTIERES,
LA MADELEINE,
LAMBERSART,
LANNOY,
LEERS,
LESQUIN,
LEZENNES,
LILLE (dont Hellemmes et Lomme associées à Lille)
LINSELLES,
LOOS,
LOMPRET,
LYS-LEZ-LANNOY,
MARCQ-EN-BARŒUL,
MARQUETTE,
MONS-EN-BARŒUL,
MOUVAUX,
NEUVILLE-EN-FERRAIN,
PERENCHIES,
PREMESQUES,
QUESNOY-SUR-DEULE,
RONCHIN,
RONCQ,
ROUBAIX,
SAINGHIN-EN-WEPPES,
SAINT-ANDRE,
SANTES,
SECLIN,
SEQUEDIN,
TEMPLEMARS,
TOUFFLERS,
TOURCOING,
TRESSIN,
VILLENEUVE D'ASCQ,
WAMBRECHIES,
WASQUEHAL,
WATTIGNIES,
WATTRELOS,
WAVRIN,
WERVICQ-SUD.

### Assainissement
Eaux du Nord a développé une mène des expertises sur l'intégralité de la chaîne de dépollution et visant à garantir le rejet d'une eau propre dans la nature. 
Eaux du Nord est accrédité COFRAC pour ses activités de contrôle  de réseaux d’assainissement et d’inspection vidéo.
Eaux du Nord travaille avec collectivités pour le traitement des eaux usées mais également la gestion des effluents industriels et des eaux  pluviales.

## Métiers
Pour produire une eau de qualité, la capter et la traiter afin de la rendre potable, Eaux du Nord travaille sur la production, l’assainissement et la distribution de l’eau potable dans la métropole lilloise. Elle se charge de la collecte et de la dépollution des eaux usées. Ces services sont proposés aux collectivités et aux industriels. 
Eaux du Nord propose aussi des prestations de service telles que la gestion efficace et économique des installations techniques, l’accompagnement dans la réalisation de travaux spécifiques en tenant compte des différentes exigences environnementales et de la volonté d’optimisation des coûts, la maintenance préventive pour l’entretien durable des réseaux, la réalisation des travaux de mise en conformité des réseaux ou la création de réseaux neufs, etc.